# سفير

هانز هولباين الأصغر: وسفراء، 1533. لوحة بالحجم الطبيعي يصور جان دي دينتفل وجورج دي سيلف، وسفراء كل من فرنسا فرانسيس الأول.

السفير هو الموظف الدبلوماسي الأعلى الذي يترأس سفارة لتمثيل بلاده في الخارج. عادةً يُوفد السفير للحكومات أو الأقاليم المستقلة الأجنبية أو المنظمات الدولية ليمثل حكومة بلاده (أو بلادها، إن كانت سفيرة).
لمرتبة السفير عدة أنواع، أكثرها شيوعاً وأعلاها مرتبةً هي «سفير فوق العادة ومطلق الصلاحية». بعض البلاد تعيّن بعض الموظفين الدبلوماسيين بمرتبة «سفير مفوض» ويكلّفون بمهام خارجية محددة دون إقامة طويلة في الخارج ويعملون كمستشارين لحكوماتهم.
كانت بعض الحكومات تعين موظفين دبلوماسيين بمرتبة «وزير مفوض» (وهي إحدى المراتب الدبلوماسية المنصوص عليها وفق اتفاقية ڤيينا المنظمة للعلاقات الدبلوماسية والموقعة في 1961م وهذه المرتبة هي المرتبة الأقل مباشرة من مرتبة السفير) وتعطيه صلاحيات السفير فوق العادة لتمثيل بلاده لدى حكومة الدولة المضيفة. وترسل دولة الفاتيكان موظفاً يدعى «المبعوث الرسولي» بمرتبة سفير فوق العادة مطلق الصلاحية للخارج لتمثيل البابا. بينما دول الكومنولث تتبادل فيما بينها «مندوب سامي» بمرتبة توازي مرتبة السفير.
يقيم السفير في عاصمة الدولة الأجنبية التي يوفد إليها وتسمح لهُ هذه الحكومة بالسيادة على قطعة أرض محددة عليها بناء السفارة. يتمتع السفير وجميع الموظفين الذين تحت سلطته في سفارته والمركبات والبريد ومبنى السفارة بحد ذاته بحصانة دبلوماسية يمنحها لهم البلد المضيف. من المتعارف عليه أن يكون السفراء على درجة عالية من الثقافة والكياسة والسياسة وإتقان التكلم بلغات أجنبية.

## نشأة الدبلوماسية الحديثة

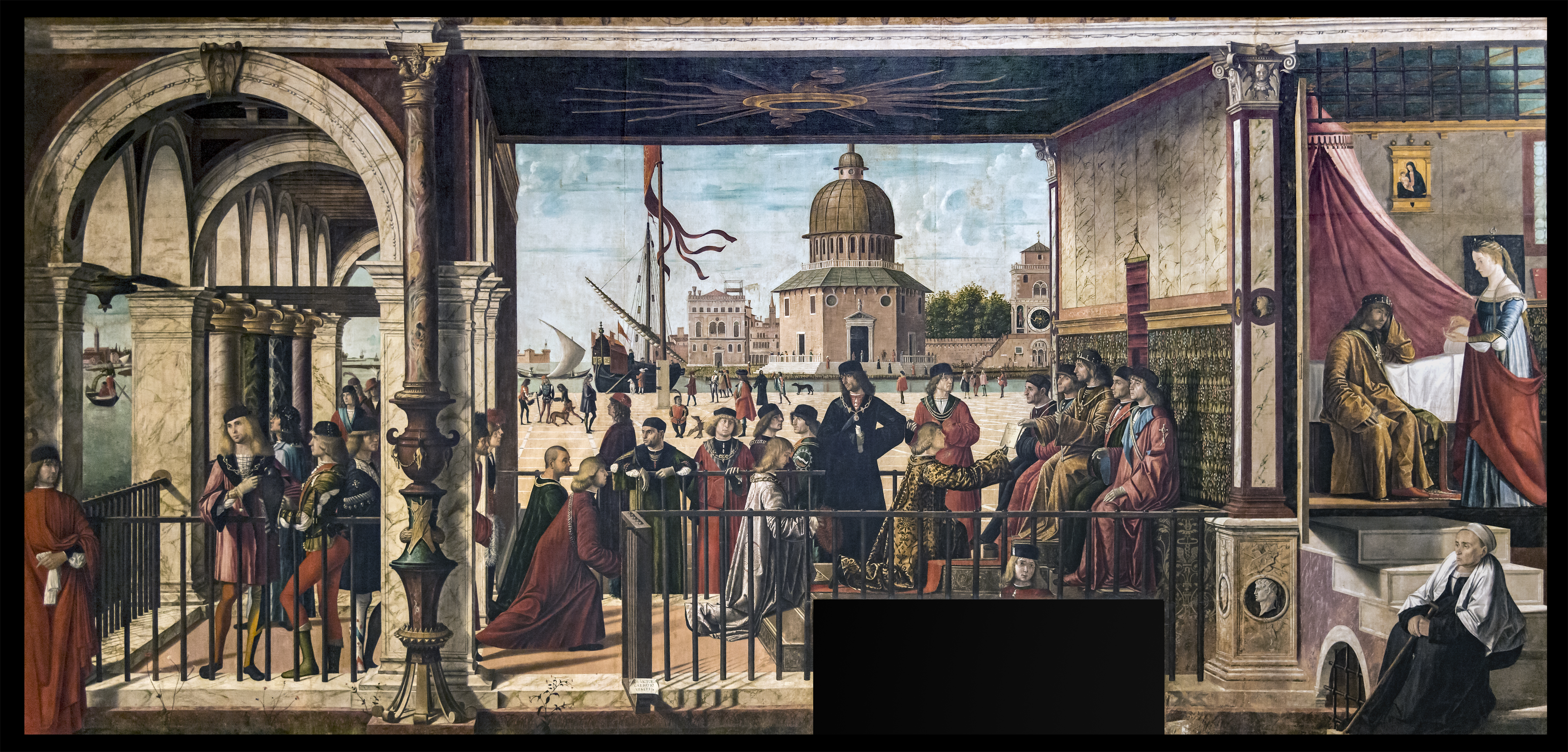
وصول سفراء انكلترا إلى البندقية وهذا يصور ممارسات الدبلوماسية النامية لجمهورية البندقية في ذلك الوقت

كان صعود نظام الدبلوماسية الحديثة نتاج عصر النهضة في إيطاليا حوالي 1300م، وأصبح استخدام السفراء سياسة إستراتيجية في إيطاليا في القرن السابع عشر.
ولكن التغيرات التي حصلت غيرت دور السفير في النواحي الدبلوماسية حيث أن العديد من الولايات في إيطاليا كان صغيرة الحجم وضعيفة، واستعمل نظام السفير لتفريق المعلومات وحماية الولايات الضعيفة.

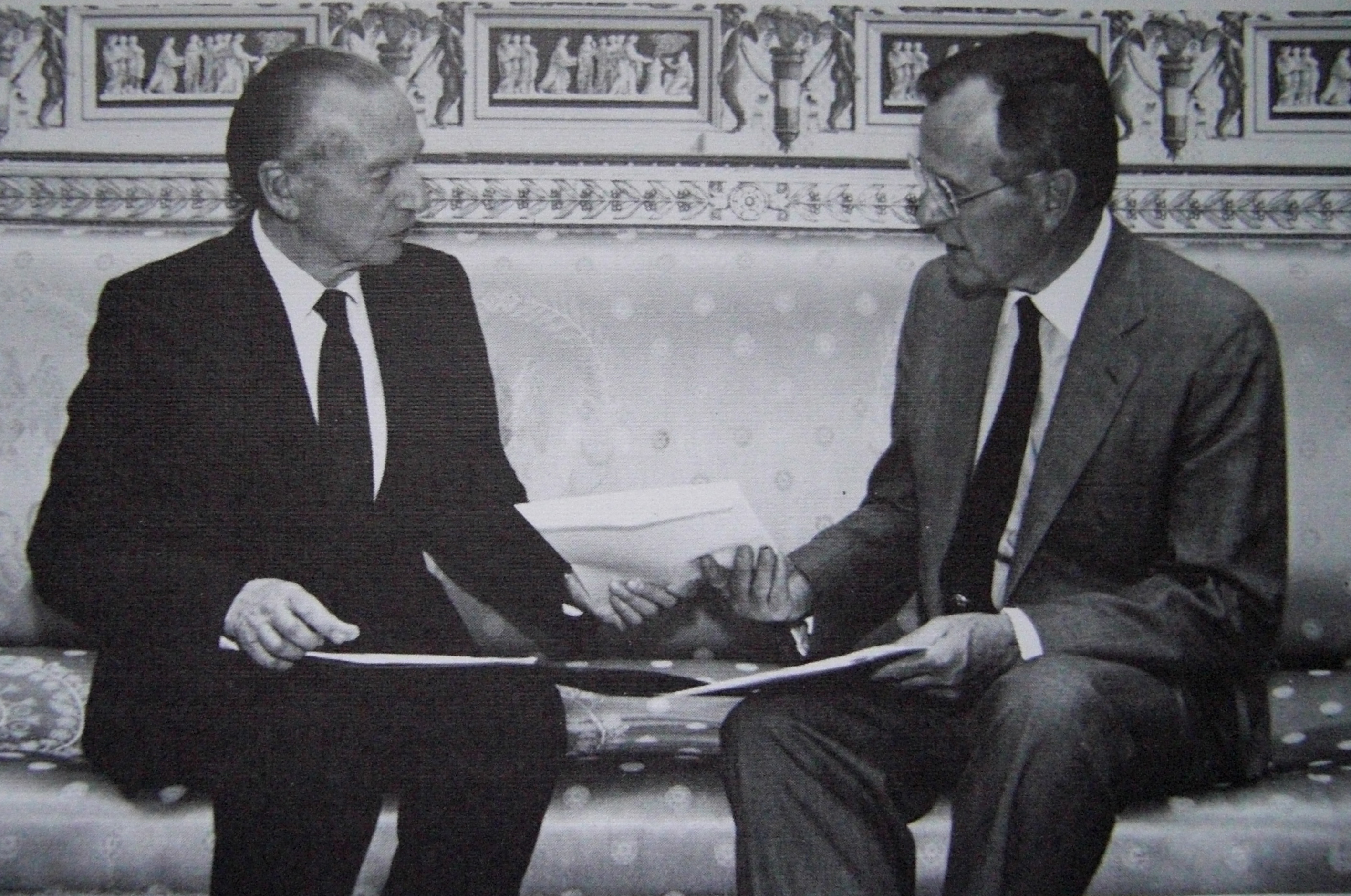
هاري شفارتز يسلم أوراق اعتماده إلى الرئيس جورج بوش الأب في عام 1991

ثم انتشرت هذه الممارسة وانتقلت إلى أوروبا أثناء الحروب الإيطالية. وكان استخدام وإنشاء السفراء خلال القرن الخامس عشر في إيطاليا لهُ تأثير طويل الأمد على أوروبا، وبالمقابل على السياسة والدبلوماسية العالمية. حيث بقيت أوروبا تستخدم نفس شوط حقوق السفراء التي وضعت في القرن السادس عشر، فيما يتعلق بحقوق السفراء وكذلك الإجراءات الدبلوماسية المناسبة. وقد استخدم السفير ممثلاً لدولتهِ من أجل التفاوض ونشر المعلومات والحفاظ على السلام وإقامة علاقات مع الدول الأخرى. وكانت هذه محاولة من أجل الحفاظ على العلاقات السلمية والتحالفات في الأوقات الصعبة.
اليوم يستخدم السفراء على نطاق واسع. حيث أن الدول والجهات غير الحكومية لديها ممثلون دبلوماسيون للتعامل مع العديد من المشاكل التي تحدث في إطار النظام الدولي. والسفراء الآن يعيشون خارج أو داخل البلد الذي عينوا فيه لفترات طويلة بحيث يتم الاطلاع على الثقافة المحلية للبلد، هذه الطريقة هي أكثر فعالية من الناحية السياسية وموثوق بها، وتمكن من تحقيق الأهداف السياسية المطلوبة.
المنسقين المقيمين في منظومة الأمم المتحدة والمعتمدين عن رئيس الدولة لديهم نفس الدرجة.
تاريخياً وصف المسؤولين الذين يمثلون بلدانهم في الخارج بأنهم وزراء، ولكن هذا المصطلح طبق على الدبلوماسيين من الدرجة الثانية. 
في مؤتمر فيينا عام 1815 تم إضفاء الطابع الرسمي لنظام رتبة الدبلوماسية بمقتضى القانون الدولي:
السفراء هم دبلماسيون من أعلى رتبة، يمثلون رسمياً رئيس الدولة، مع صلاحيات المندوبين المفوضين (أي السلطة الكاملة لتمثيل الحكومة).
في الاستعمال الحديث معظم السفراء الأجانب ينشرون كرؤساء للبعثة التي تحمل العنوان الكامل للسفير فوق العادة والمفوض. أياً كان، السفراء غير المفوضين حالة نادراً ما تحصل على الرغم من حدوثها في ظروف معينة. الفرق الوحيد بين السفير فوق العادة والسفير العادي أن الأخير يؤدي غرضاً محدد بينما السفير فوق العادة يكون دائماً.

## السفير غير المقيم

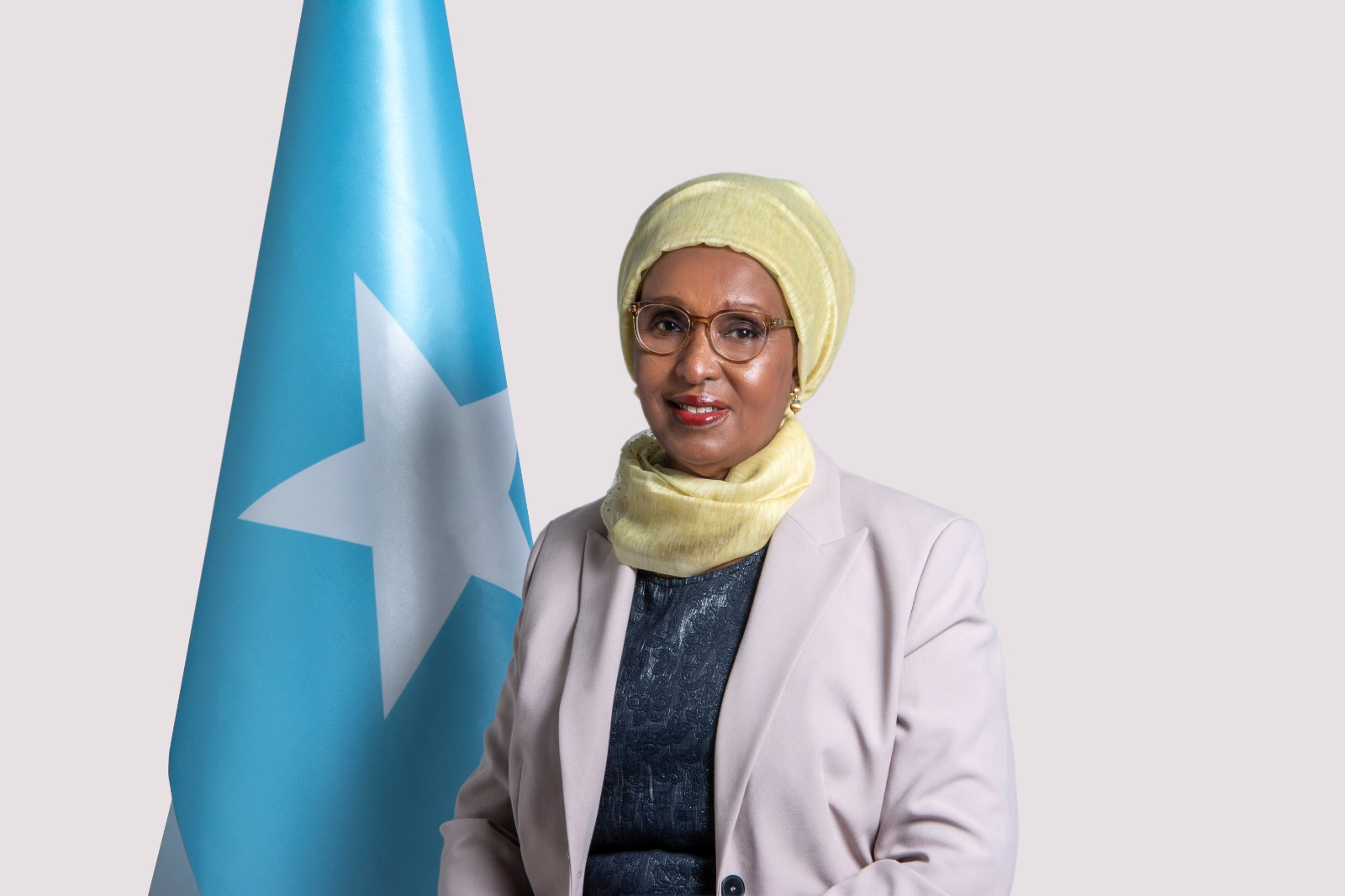
السيدة خديجة سفيرة جمهورية الصومال الفيدرالية

السفير غير المقيم هو سفير من أعلى رتبة أختير لتمثيل بلاده، وعلى عكس السفير المقيم (الذي عادة ما تقتصر مهمته على بلد واحد أو سفارة)
فإن السفير غير المقيم يعمل عادةً في البلدان المجاورة، والمناطق أحياناً المنظمات الدولية مثل الأمم المتحدة والإتحاد الأوروبي، وحتى في حالة السفير غير المقيم قد يقتصر دوره على تقديم المعلومات والمشورة في قضايا معينة. تاريخياً، عين رؤساء ورؤساء وزراء مبعوثين دبلماسيين خاصين لمهام محددة، في المقام الأول خارج الدولة ولكن في بعض الأحيان يكونون داخل البلد.

## السفير فوق العادة والمفوض
اعتبر السفير فوق العادة والمفوض بين القوى الأوروبية الممثل الشخصي للسلطان، واستمر إرسال السفراء إلى رئيس الدولة بدلاً من رئيس الحكومة.
دول الكومنولث كان لها رئيس واحد لذلك لم يكن بينها سفراء ولكن بدلاً من ذلك كان هناك المفوض سامي، والذي يمثل الحكومة بدلاً من رئيس الدولة. وفي الدبلوماسية رتبة المفوض السامي تعادل رتبة السفير.

## السفير غير الدبلوماسي
بأقل دبلوماسية يتم استخدام كلمة السفير لممثل غير دبلوماسي رفيع المستوى من مختلف الكيانات (الدول نادراً) والمنظمات الخيرية والثقافية غالباً.
وهذا يكون لجذب وسائل الإعلام، كسفير النوايا الحسنة وغيره.

## استدعاء أو سحب السفراء
يتم الاستدعاء من خلال إعلان رسمي من دولة السفير بسحبه من الدولة المعتمد لديها اعتراضاً على سياسات غير مقبولة أو للتشاور أو بغرض قطع العلاقات الدبلوماسية مع ذلك البلد. كما يمكن أن تقوم الدولة المستضيفة للسفارة باستدعاء سفير بلد ما للتعبير له عن الاعتراض على سياسة دولته تجاه قضية ما أو للتشاور معه في قضية مشتركة أو لتبليغه أنه شخصاً غير مرغوب فيه.

## وصلات خارجية
Embassypages.com - Embassies and Consulates Around the World